# Hello Nasty
A Hello Nasty egy Beastie Boys album 1998-ból.

## Számok
1. "Super Disco Breakin' " – 2:07
  - Sample-k: 
    - "Is Manhattan in the House?" by Busy Bee
    - "Sucker MC's (Krush Groove 1)" by Run DMC
2. "The Move" – 3:35
  - Sample-k: 
    - "Gula Matari" by Quincy Jones
    - "El Rey Y Yo" by Los Angeles Negros
    - "Get Out of My Life Woman" by Iron Butterfly
3. "Remote Control" – 2:58
  - The hidden track "El Rey y Yo" is in the pregap of this track.
4. "Song For The Man" – 3:13
5. "Just A Test" – 2:12
  - Sample-k:
6. "Body Movin' " – 3:03
  - Sample-k: 
    - "Fido" by The Byrds
    - "Oye Como Va" by Tito Puente
    - "Modern Dynamic Physical Fitness Activities" by Ed Durlacher
7. "Intergalactic" – 3:51
  - Sample-k: 
    - "The New Style" by the Beastie Boys
    - "Love is Blue" by The Jazz Crusaders
    - "Prelude C# Minor" composed by Rachmaninov,  by Lex Baxter
8. "Sneakin' Out The Hospital" – 2:45
9. "Putting Shame In Your Game'" – 3:37
  - Sample-k: 
    - "What'cha Want?" by Nine
    - "The Vapors" by Biz Markie
    - "You're A Customer" by EPMD
    - "No Ice Cream Sound" by Johnny Osbourne
10. "Flowin' Prose" – 2:39
11. "And Me" – 2:52
12. "Three MC's And One DJ" – 2:50
  - Sample-k: 
    - Rob Swift Versus Rhazel" by Rob Swift
13. "The Grasshopper Unit (Keep Movin')" – 3:01
  - Sample-k: 
    - "I've Gotta Keep Movin'" by Alex Bradford & Company
    - "Flash to the Beat" by Grandmaster Flash & The Furious Five
    - "Superrappin'" by Grandmaster Flash & The Furious Five & Company
14. "Song For Junior" – 3:49
15. "I Don't Know" – 3:00 (with Miho Hatori of Cibo Matto)
16. "The Negotiation Limerick File" – 2:46
  - Sample-k: 
    - "Poor Old Trashman" by Barbara Lynn
    - "In-Citement" by the Pair Extraordinaire
17. "Electrify" – 2:22
  - Sample-k: 
    - "Stakes Is High" by De La Soul
    - "The Firebird Suite" by Igor Stravinsky
    - "Company" by Dean Jones and Company
18. "Picture This" – 2:25
19. "Unite" – 3:31
  - Sample-k: 
    - "Roxanne, Roxanne" by UTFO
20. "Dedication" – 2:32
21. "Dr. Lee, PhD" – 4:50 (with Lee "Scratch" Perry)
  - Sample-k: 
    - "Dub Revolution" by Lee "Scratch" Perry
22. "Instant Death" – 3:22